# Amadú
Amade Momade Issufo znany jako Amadú (ur. 12 marca 1996 w Nampuli) – mozambicki piłkarz grający na pozycji pomocnika. Od 2018 jest zawodnikiem klubu UD Songo.

## Kariera klubowa
Swoją karierę piłkarską Amadú rozpoczął w klubie Ferroviário Nampula. W sezonie 2015 zadebiutował w jego barwach w pierwszej lidze mozambickiej. W 2018 roku przeszedł do UD Songo. W sezonach 2018 i 2022 wywalczył z nim dwa mistrzostwa Mozambiku, a w sezonie 2019 został wicemistrzem kraju oraz zdobył Puchar Mozambiku. W 2023 był wypożyczony do Ferroviário Beira.

## Kariera reprezentacyjna
W reprezentacji Mozambiku Amadú zadebiutował 18 listopada 2018 roku w wygranym 1:0 meczu kwalifikacji do Pucharu Narodów Afryki 2019 z Zambią, rozegranym w Maputo. W 2024 roku powołano go do kadry na Puchar Narodów Afryki 2023. Rozegrał w nim jeden mecz grupowy, z Egiptem (2:2).